# Blancas (Teruel)
Cet article possède un paronyme, voir Blanca.
Blancas est une commune d’Espagne, dans la Comarque du Jiloca, province de Teruel, communauté autonome d'Aragon.